# Johanna Reinink
Johanna Reinink (heute Johanna Thewes, * 22. Juni 1974 in Nordhorn) ist eine deutsche Volleyballspielerin.

## Karriere
Johanna Reinink begann mit dem Volleyball beim SCU Emlichheim. 1994 wechselte sie in die Bundesliga zum 1. VC Schwerte, wo sie 1998 DVV-Pokalsiegerin wurde. 1998 schloss sich Reinink dem Ligakonkurrenten USC Münster an. Dort feierte sie Erfolge wie die deutschen Meistertitel 2004 und 2005 sowie die 2000, 2004 und 2005 errungenen DVV-Pokalsiege. Über zehn Jahre lang war die aufschlagstarke Diagonalspielerin regelmäßig in den Top-Positionen der Ranglisten des deutschen Volleyballs vertreten. Für die deutsche Nationalmannschaft absolvierte sie 100 Länderspiele.
Nach ihrem Rückzug vom Leistungssport 2006 spielt Reinink weiterhin für den USC Münster in der zweiten und dritten Mannschaft sowie bei den Seniorinnen, mit denen sie mehrfach deutsche Meisterin wurde.
Mit Delia Schultrich nahm Reinink 2003 und 2004 auch an den deutschen Beachvolleyball-Meisterschaften teil.